# Diglotta sinuaticollis
Diglotta sinuaticollis is een keversoort uit de familie van de kortschildkevers (Staphylinidae). De wetenschappelijke naam van de soort is voor het eerst geldig gepubliceerd in 1870 door Mulsant & Rey.